# Pasaje Lidia
Pasaje Lidia eller Paso Vidaurrazaga är ett sund i Antarktis. Det ligger i Västantarktis. Argentina, Chile och Storbritannien gör anspråk på området.